# Ottumwa
Ottumwa és una població dels Estats Units a l'estat d'Iowa. Segons el cens del 2000 tenia 24.998 habitants.

## Demografia
Segons el cens del 2000, Ottumwa tenia 24.998 habitants, 10.383 habitatges, i 6.530 famílies. La densitat de població era de 610,9 habitants/km².
Dels 10.383 habitatges en un 28,1% hi vivien nens de menys de 18 anys, en un 47,8% hi vivien parelles casades, en un 11,3% dones solteres, i en un 37,1% no eren unitats familiars. En el 31,1% dels habitatges hi vivien persones soles el 14,8% de les quals corresponia a persones de 65 anys o més que vivien soles. El nombre mitjà de persones vivint en cada habitatge era de 2,31 i el nombre mitjà de persones que vivien en cada família era de 2,88.
Per edats la població es repartia de la següent manera: un 22,9% tenia menys de 18 anys, un 10,9% entre 18 i 24, un 26,1% entre 25 i 44, un 21,2% de 45 a 60 i un 19% 65 anys o més.
L'edat mediana era de 38 anys. Per cada 100 dones de 18 o més anys hi havia 88,6 homes.
La renda mediana per habitatge era de 30.174 $ i la renda mediana per família de 37.302 $. Els homes tenien una renda mediana de 31.222 $ mentre que les dones 20.934 $. La renda per capita de la població era de 16.040 $. Entorn del 10,9% de les famílies i el 15,2% de la població estaven per davall del llindar de pobresa.

## Fills il·lustres
- Archie Alexander (1888-1958), enginyer i constructor

## Poblacions més properes
El següent diagrama mostra les poblacions més properes.